# Carl-Fuhlrott-Gymnasium
Das Carl-Fuhlrott-Gymnasium (CFG) ist ein Gymnasium im Wuppertaler Stadtteil Cronenberg. Die MINT-EC- und Europaschule ist dort seit 1975 Teil des Schulzentrums Süd. Benannt ist die Schule seit 1986 nach Johann Carl Fuhlrott, der von 1831 bis zu seinem Tod 1877 an einer der Vorgängerschulen (Oberrealschule Elberfeld) Lehrer war und diese auch kommissarisch leitete. Das CFG entstand 1970 aus dem in Elberfeld ansässigen Jungengymnasium an der Aue und dem Cronenberger Progymnasium.

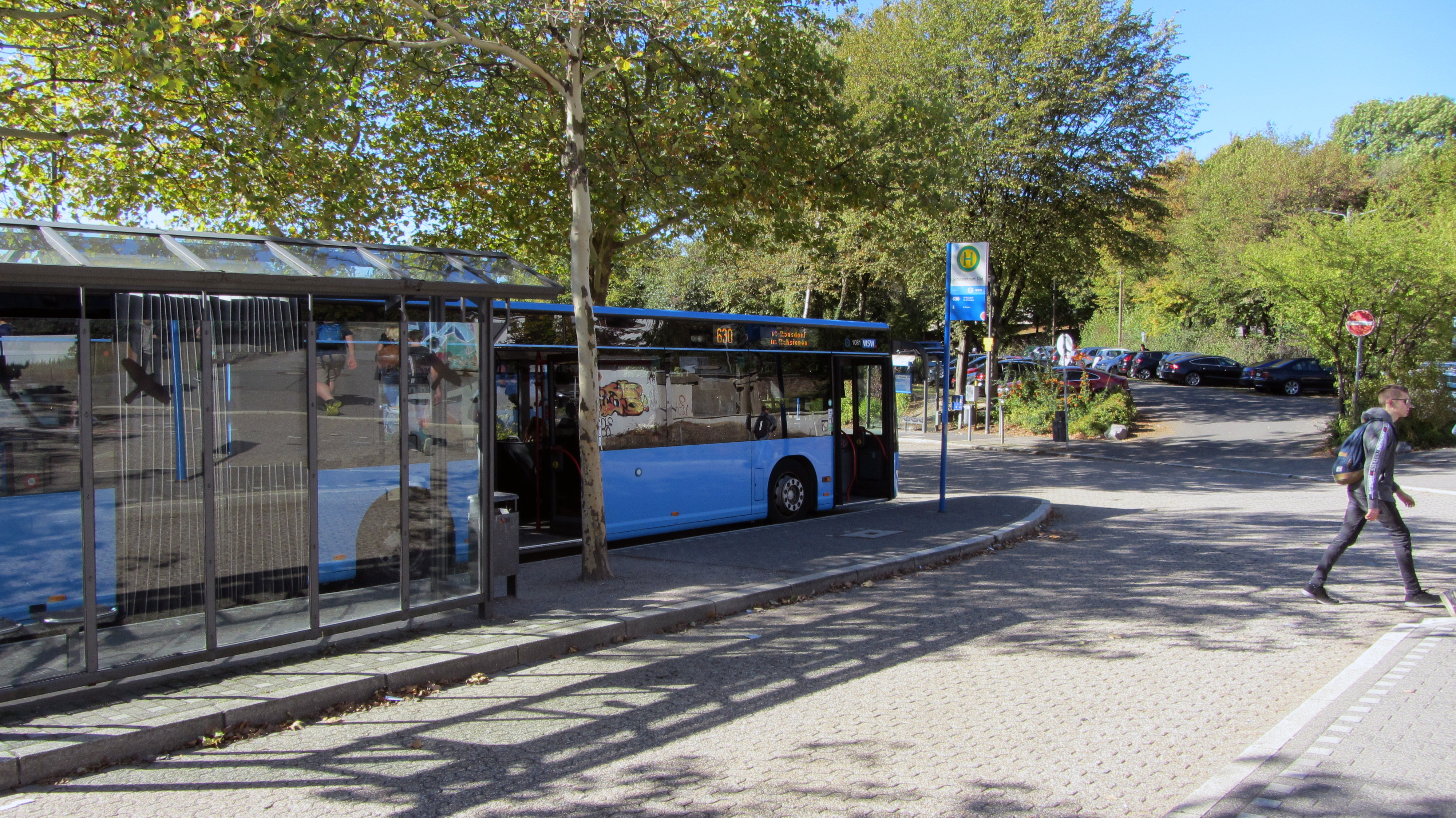
Busbahnhof Schulzentrum Süd (2018)

## Geschichte
Gegründet wurde die Schule 1830 als „Höhere Bürger- und Realschule Elberfeld“ am heutigen Laurentiusplatz. Bereits nach etwa einem halben Jahr zog die Schule in die Herzogstraße 37 um. Im Jahr 1884 wurde die Schule zum Realgymnasium.
1900 zog die Schule von der Herzogstraße in das Gebäude Aue 93 um, heute befindet sich dort die Sankt Laurentius-Schule Wuppertal. Nachdem im Zweiten Weltkrieg das Schulgebäude beschädigt worden war, zog die Schule nach Debschwitz in Thüringen. Ab Oktober 1945 wurde wieder an der Aue unterrichtet. Das Gymnasium wurde 1970 mit dem Progymnasium Cronenberg zusammengelegt. Dieses war 1908 gegründet worden, wurde 1931 zu einer höheren Mädchenschule und später wieder zum Progymnasium. Mit der Zusammenlegung wurde die Koedukation eingeführt, da das Gymnasium Aue vorher eine reine Jungenschule gewesen war.
Da seit 1961 die Bundesallee neben der Schule verlief und ihr der Schulhof zum Opfer gefallen war, gab es den Wunsch nach einem neuen Schulgebäude. An ihren heutigen Standort im Schulzentrum Süd zog die Schule 1975. Dadurch änderte sich auch der Name der Schule von „Gymnasium Aue“ zu „Gymnasium Süd“. Diesen Namen legte die Schule 1986 ab und benannte sich in „Carl-Fuhlrott-Gymnasium“ um. 1990 wurden Baumängel am neuen Schulgebäude bekannt, was eine etwa 11-jährige Sanierung mit sich brachte, die bis etwa 2001 dauerte. Hinzu kam, dass 1995 das nahe gelegene Schwimmsportleistungszentrum und mit ihm die Sporthallen der Schule abbrannten, deren Wiederaufbau bis 1997 dauerte. Seit 2011 hat das Carl-Fuhlrott-Gymnasium eine eigene Mensa.

## Sonstiges
Schüler des CFGs waren der Bronzemedaillen-Gewinner über 200 m Brust bei den Schwimmweltmeisterschaften 2011 in Shanghai Christian vom Lehn (* 1992) und Handballer Damian Bungart (* 1987), der 2011 mit dem Bergischen HC in die 1. Handball Bundesliga aufstieg.
Thomas Geisser (* 1966) war als Schüler des CFGs Bundessieger des Bundeswettbewerbs Mathematik und ist Hochschullehrer für Mathematik in Japan. Ab 1902 war Johannes Bühring Lehrer am Realgymnasium.
Die Schule unterhält mit folgenden Schulen ein Austauschprogramm:
- Lycée Dupuy-de-Lôme, Lorient, Frankreich[6]
- Lauttasaaren Yhteiskoulu, Helsinki, Finnland[6]
- Clifton College, Bristol, England[6]
- St. Margaret’s School, Hongkong[6]
- IES Cervantes, Madrid[6]
- Deutsche Schule Temuco (Chile)[6]